# Богота
Богота́ (исп. Bogotá; при основании и в 1991—2000 годы — Са́нта-Фе-де-Богота́, исп. Santafé de Bogotá) — столица и крупнейший город Колумбии, административный центр департамента Кундинамарка. Образует самостоятельную административную единицу страны — столичный округ, разделённый на 20 районов.
Население по данным 2019 года — 7 980 001 человек; один из крупнейших городов Южной Америки. В пределах агломерации проживает 8,7 млн человек (2011).
Расположена в межгорной котловине Восточной Кордильеры на высоте свыше 2600 м, отчего климат города прохладный. Подвержена землетрясениям.
Главный политический, экономический и культурный центр Колумбии. Концентрирует ¼ ВВП страны (2011). По степени глобальности городов в 2010 и 2012 годах занимала 4-е место на континенте.
Основана в 1538 году испанскими конкистадорами в центре цивилизации индейцев чибча. С 1598 года — столица испанского генерал-капитанства, с 1819 года — столица независимой Колумбии. В 1948 году в ходе вооружённого восстания «Боготасо» центр города был разрушен и сожжён; историческая застройка незначительна.

## Этимология
Город основан испанцами 6 августа 1538 года, в день христианского праздника Преображения Господня, в местности, которую индейцы чибча называли Баката. Отсюда первоначальное название города — Санта-Фе-де-Богота, где Санта Фе — «Преображение Господне» (буквально — «святая вера»), а Богота — искажённое автохтонное название местности. В широком употреблении используется лишь последняя часть названия — «Богота».

## История
6 апреля 1536 года губернатор и аделантадо провинции Санта-Марта Педро Эрнанес де Луго отправил своего заместителя, конкистадора Хименеса де Кесаду, с отрядом в 500 человек, частично на 5 бригах вверх по течению реки Магдалена, частично — сушей вдоль реки; Хименес де Кесада отправился по торговому пути, по которому индейцами переправлялась соль, служившая средством обмена, с Карибского побережья вглубь материка, добрался до плодородного плато Кундинамарка спустя девять месяцев. В походе было потеряно два брига, один — с людьми. Саму долину, где находилась Богота, первыми обнаружили отправленные на разведку с 25 людьми капитаны Антонио де Лебриха и Хуан де Сеспедес. К тому времени из-за стычек с индейскими племенами и болезней в отряде осталось 170 человек, однако им не составило труда покорить заселявшее этот район племя чибча: приняв испанцев за богов, индейцы сдались без особого сопротивления. О названии города и его индейских постройках в испанских документах впервые говорится в докладе королевских чиновников Хуана де Сан Мартина и Антонио де Лебрихи, принявших личное участие в походе Хименеса де Кесады (июль 1539):

Когда они прибыли в эти солевые селения, то уж здесь-то земля явила взору то, что в ней было и то, что было дальше, потому что она была очень тучной и со многими индейцами, а внешний вид сооружённых домов — отличающимся от тех, какие мы до того встречали. Тем более что на расстоянии одного дневного перехода далее от того селения соли, мы вошли в землю самого главного правителя, в ней имевшегося, называющегося Богота. И тому было хорошее свидетельство, поскольку мы обнаружили его в доме его жилища, которое, будучи [построенным] из соломы, могло бы считаться одним из лучших, какие только видели в Индиях.— Хуан де Сан Мартин и Антонио де Лебриха. Доклад о завоевании Нового Королевства Гранада и основании города Богота (июль 1539 года).
Богота была основана испанскими колонизаторами в 1538 году в районе, который был центром древней цивилизации индейцев чибча.
Богота расположилась на месте индейской крепости Баката и стала столицей Новой Гранады — такое название Кесада дал завоёванной территории.
С 1598 года Богота была столицей испанского генерал-капитанства, а с 1739 года — вице-королевства Новая Гранада.
Защитницей города в 1573 году архиепископ Боготы Луис Сапата де Карденас объявил Святую Исабеллу, ввиду того что голову (как священную реликвию) Изабеллы венгерской королевы, подаренную в Мадриде королевой австрийской Анной (последней женой Филиппа II), он носил с собой, но в 1573 году поместил её в серебряный ларец в главной церкви города, а день почитания этой святой был установлен на 19 ноября.
Наполеоновские войны в Европе вызвали подъём национально-освободительной борьбы в Латинской Америке. После того как в 1808 году Наполеон вторгся в Испанию и вместо низложенного короля Фердинанда VII возвёл на престол своего брата Жозефа Бонапарта, креолы Боготы объявили о своей верности Фердинанду VII, а 20 июля 1810 года креольская верхушка провозгласила самоуправление Новой Гранады до восстановления власти законного короля. Власть в стране перешла в руки Верховной хунты. В честь этих событий 20 июля в Колумбии отмечается День независимости. Вслед за Боготой независимость провозгласили другие города.
Вернувшись к власти в 1814 году, Фердинанд предпринял попытку восстановить былое абсолютное управление Новой Гранадой, что вызвало новый подъём освободительного движения. Только благодаря введению в колонию многотысячной испанской армии удалось восстановить и вновь утвердить испанское господство.
Богота была освобождена от испанцев армией Симона Боливара лишь в 1819 году. Тогда же была провозглашена независимость, и Богота стала столицей Федеративной Республики Колумбия, или Великой Колумбии; в 1831 году, после отделения Венесуэлы и Эквадора, — снова столицей Новой Гранады, с 1863 — Соединённых Штатов Колумбии, а с 1886 — Колумбии.
В конце XIX века Богота превратилась в центр революционного движения страны. Во время девятой Межамериканской конференции, проходившей в столице весной 1948 года, было совершенно убийство прогрессивного колумбийского деятеля Хорхе Гайтана. Его идеи о путях преобразования колумбийского общества пользовались большой популярностью среди беднейших слоёв населения, поэтому убийство Гайтана привело к массовым волнениям в столице.
В Боготе началось вооружённое восстание, направленное против консерваторов, которое распространилось на другие районы страны. Беспорядки были подавлены войсками при поддержке танковых частей. В результате боёв, развернувшихся на улицах Боготы, погибло около 2000 человек. Центральная часть столицы подверглась разрушению. Многие здания были сожжены. На восстановление прежнего облика города ушли многие годы. Во второй половине XX века Богота была центром многочисленных внутриполитических конфликтов.

## Физико-географическая характеристика
Площадь города — 1775 км². Богота расположена в котловине на западном склоне Восточной Кордильеры, на высоте 2610 м над уровнем моря. Город был построен на берегу речушки Рио-Сан-Франсиско, сегодня река протекает по трубам и увидеть её невозможно. Хотя столица Колумбии находится практически на экваторе, из-за большой высоты над уровнем моря там не жарко весь год. Все месяцы почти одинаковые: в дневное время температура воздуха составляет 17-21 °C, ночью — 9-12 °C.
В силу своего географического положения город подвержен землетрясениям.
Столица Колумбии расположена в субтропическом поясе, для которого характерен переход от горных субтропических лесов к горным умеренным лесам. В окрестностях города водятся обезьяны, пумы, ягуары, пекари, тапиры, броненосцы, дикобразы, ленивцы, опоссумы, многие виды змей и ящериц. В реках обитают крокодилы и черепахи.

### Климат
| Показатель                    | Янв. | Фев. | Март | Апр. | Май  | Июнь | Июль | Авг. | Сен. | Окт. | Нояб. | Дек. | Год  |
| ----------------------------- | ---- | ---- | ---- | ---- | ---- | ---- | ---- | ---- | ---- | ---- | ----- | ---- | ---- |
| Абсолютный максимум, °C       | 25   | 25,8 | 25   | 25   | 25,4 | 25   | 23,4 | 23,6 | 23,3 | 24,4 | 24    | 25,6 | 25,8 |
| Средний суточный максимум, °C | 19,8 | 19,6 | 19,6 | 19,3 | 19,2 | 18,8 | 18,3 | 18,6 | 19   | 19,1 | 19,2  | 19,5 | 19,2 |
| Средняя температура, °C       | 13   | 13,5 | 13,7 | 13,8 | 14   | 13,7 | 13,3 | 13,4 | 13,3 | 13,4 | 13,3  | 13,2 | 13,5 |
| Средний суточный минимум, °C  | 6,2  | 7,5  | 8,2  | 9,2  | 9,2  | 8,7  | 8,2  | 7,9  | 7,6  | 8,2  | 8,3   | 7,1  | 8    |
| Абсолютный минимум, °C        | −5   | −6,4 | −5   | −1,1 | 0,7  | 0    | −1,1 | −2,2 | −0,2 | −1,1 | 0     | −4   | −6,4 |
| Норма осадков, мм             | 34   | 50   | 75   | 98   | 99   | 56   | 44   | 42   | 60   | 113  | 96    | 67   | 835  |
| Источник: Погода и климат     |      |      |      |      |      |      |      |      |      |      |       |      |      |

Климат Боготы схож с климатом островов субтропического пояса, таких как Тристан-да-Кунья, где из-за влияния океана температура почти одинакова на протяжении всего года, а также с климатом Сан-Франциско, где мягкий климат формируется океаническими течениями. Однако в случае с Боготой причиной минимальных перепадов температур является не океан, а географическое расположение города почти на экваторе.

## Население
В Боготе и её пригородах проживает 7 млн человек, что составляет шестую часть от всего населения Колумбии. Город космополитичен. Кроме колумбийцев, в столице проживает большое число иностранных граждан и людей, принявших колумбийское гражданство. В составе населения колумбийской столицы преобладают метисы, то есть потомки от смешанных браков между белыми и индейцами. Незначительную часть от общего числа жителей составляют потомки европейцев, чистокровные индейцы, негры, мулаты и самбо — потомки от смешанных браков между неграми и индейцами. Таким образом, примерно три четверти населения столицы имеют «смешанную кровь».
В 1960 году был принят Декрет об охране языка, согласно которому при оформлении официальных документов запрещается использовать неиспанские слова, однако этот декрет, из-за своей нелогичности, никогда не действовал[значимость факта?].
Большинство верующих жителей Боготы принадлежат к Римско-католической церкви. В городе существует несколько протестантских церквей, ведущих активную работу по привлечению в свои ряды новых членов. Известно, что в последние годы у представителей протестантства неоднократно возникали конфликты с католическим духовенством. В северной части города на 2013 год продолжается возведение большой мечети. Имеется несколько христианских церквей и синагог.
Уровень преступности Боготы на фоне других городов Колумбии относительно низкий (в 2007 году он составил 19 убийств на 100 000 человек).

## Административное деление
| №  | Районы                                   | Площадь, км² | Население, чел. (2005) |
| -- | ---------------------------------------- | ------------ | ---------------------- |
| 1  | Усакен (Usaquén)                         | 65,31        | 449 621                |
| 2  | Чапинеро (Chapinero)                     | 38,99        | 122 991                |
| 3  | Санта Фе (Santa Fe)                      | 44,87        | 107 044                |
| 4  | Сан Кристобаль (San Cristóbal)           | 48,16        | 460 414                |
| 5  | Усме (Usme)                              | 215,56       | 267 423                |
| 6  | Тунхуэлито (Tunjuelito)                  | 10,28        | 204 367                |
| 7  | Боса (Bosa)                              | 23,92        | 475 694                |
| 8  | Кеннеди (Kennedy)                        | 38,57        | 973 332                |
| 9  | Фонтибон (Fontibón)                      | 33,26        | 312 629                |
| 10 | Энгатива (Engativá)                      | 35,56        | 781 138                |
| 11 | Суба (Suba)                              | 100,54       | 780 267                |
| 12 | Барриос Унидос (Barrios Unidos)          | 11,90        | 176 552                |
| 13 | Теусакильо (Teusaquillo)                 | 14,21        | 126 125                |
| 14 | Лос Мартирес (Los Mártires)              | 6,55         | 95 541                 |
| 15 | Антонио Нариньо (Antonio Nariño)         | 4,93         | 98 355                 |
| 16 | Пуэнте Аранда (Puente Aranda)            | 17,24        | 282 491                |
| 17 | Ла Канделария (La Candelaria)            | 1,84         | 23 985                 |
| 18 | Рафаэль Урибе Урибе (Rafael Uribe Uribe) | 13,44        | 376 711                |
| 19 | Сьюдад Боливар (Ciudad Bolívar)          | 129,98       | 658 477                |
| 20 | Сумапас (Sumapaz)                        | 780,96       | 2 478                  |

## Экономика
Богота является крупнейшим экономическим центром Колумбии (наряду с Медельином, Кали и Барранкильей) и одним из важнейших экономических центров Южной Америки. Общий ВВП столицы составляет $86 млрд долларов, что составляет четверть от ВВП всей Колумбии, на душу населения в среднем приходится 10 000 долларов и по этому показателю Богота находится на 6-м месте среди городов Южной Америки. Штаб-квартиры большинства колумбийских компаний находятся в Боготе. Также Богота является важнейшим промышленным и финансовым центром Колумбии, здесь расположены штаб-квартиры большинства частных банков Колумбии, Банка Республики и др.
По индексу глобальности Богота в 2010—2012 годах уступала другим городам Южной Америки: Буэнос-Айресу, Сан-Паулу и Рио-де-Жанейро, но опережала Каракас.

## Транспорт
Основной вид общественного транспорта — метробус сети TransMilenio, с отдельно выделенными полосами.
Международный аэропорт «Эльдорадо» расположен в 15 км к западу от центра города; место базирования самолётов колумбийской авиакомпании Avianca.

## Культура
В Боготе сосредоточенны основные музеи Колумбии. Всего их девять: Археологический музей, Музей искусств и народных традиций, Музей золота, Музей городского развития, Музей искусства колониального периода, Музей религиозного искусства, Национальный музей Колумбии, Музей современного искусства, Монетный двор — Нумизматическая коллекция Банка Республики, Дом-музей Симона Боли́вара.
Музей золота в Боготе содержит крупнейшую в мире коллекцию предметов доколумбовской эпохи, изготовленных из золота. Кроме того, существует музей, подаренный городу известным колумбийским художником и скульптором Фернандо Ботеро, где хранится коллекция картин и скульптур, принадлежащих самому художнику, а также его личное собрание картин европейских художников — представителей импрессионизма, кубизма и других направлений живописи (Музей Ботеро).
Богота отличалась богатой культурной жизнью. Здесь была открыта вторая в Южной Америке библиотека, здесь же находится Колумбийская академия, Национальный университет Колумбии (открыт в 1867) и другие высшие учебные заведения. В 1910 году была основана Национальная консерватория, а в 1936 — Национальный симфонический оркестр. В 1791 году в Боготе начала выходить первая в Колумбии еженедельная газета. Через 20 лет в столице печаталось уже четыре газеты. За этим последовало бурное развитие прессы на протяжении всего XIX века. В 1954 была создана Национальная организация радио и телевидения. Действует Национальное информационное агентство «Колпренса». Существует большое количество театров и картинных галерей. Ибероамериканский фестиваль театра, проходящий в Боготе каждые 2 года в апреле, считается сегодня крупнейшим в мире театральным фестивалем.
В городе находится ботанический сад, в котором представлено множество видов экзотических растений. Ежегодным и самым главным спортивным зрелищем столицы являются бои быков, собирающие от 100 до 150 тыс. зрителей.
Ежегодно в городе проходит Боготинский полумарафон. Базируются футбольные клубы Мильонариос и Санта-Фе.
В Боготе находится парк Саусалито.

## Архитектура
Исторический центр Боготы представляет собой сеть протянувшихся вдоль гор узких улочек. В городе сохранилось множество архитектурных памятников XVII—XIX веков. На главной площади Пласа Боли́вар возвышается собор, строительство которого велось в 1572—1610. В начале XIX века он был перестроен в стиле классицизма. В XVI—XVII веках в архитектуре и искусстве Колумбии преобладали формы позднего Средневековья и эпохи Возрождения. Кроме декоративного стиля платереск широкое распространение получили маньеризм и барокко с присущими им необычными формами, обилием искривлённых линий и изощрённым декоративным оформлением. Эти черты нашли наиболее яркое воплощение в здании церкви Сан-Игнасио, строительство которой было начато в 1577 году. Внутреннее убранство церкви поражает богатством разных украшений.
В середине XVII века на смену пышному маньеризму и барокко пришёл классицизм. Здание конгресса в Боготе было построено в классическом греческом стиле. К тому же времени относится также Дворец правосудия.
В XIX—XX веках в столице Колумбии были возведены такие крупные объекты, деловые и промышленные здания, как Национальный Капитолий (1847—1926), отель «Текендама» (1950—1953), фабрика «Кларк» (1953), застроены новые районы с широкими улицами — «Антонио Нариньо» и «Кристиана» (1967) На площади Пласа Боливар в 1842 был воздвигнут памятник Симону Боли́вару — первому президенту независимой Колумбии.

## Галерея
- Первые церкви Боготы
- Одна из первых церквей (внутренний вид)
- Церковь Веракрус (внутренний вид)
- Кафедральный собор (внутренний вид)
- Церковь дель Кармен (внутренний вид)
- Капитолий
- Вид города с холма Монтсерат
- В музее золота
- На площади Боливара

## Города-побратимы
| - Парагвай, Асунсьон - Бразилия, Бразилиа - Аргентина, Буэнос-Айрес - Венесуэла, Каракас - Гватемала, Гватемала - Куба, Гавана - Боливия, Ла-Пас - Перу, Лима - Португалия, Лиссабон - Великобритания, Лондон - США, Лос-Анджелес - США, Чикаго |